# Nápolyi királyi palota
A nápolyi királyi palota (Palazzo Reale) a Piazza Plebiscito központi épülete. Egy már létező palota helyére építették V. Károly német-római császár fogadására. A látogatás azonban sosem valósult meg. Az építész Domenico Fontana volt. A királyi udvar a 18. században Casertába költözött, miután ez a város védhetőbbnek bizonyult a tengeri támadások által veszélyeztetett Nápollyal ellentétben, így a palota lakatlan maradt.

## Története
Az épület alapjait még a Nápolyban uralkodó spanyol alkirályok vették meg, akik 1535-ben V. Károly császár látogatását várták. Az első palota bővítésére és kiépítésére a nagy római építész, Domenico Fontana készített terveket 1600-ban. A palota kert felé néző U alakú alaprajza a római barokk stílus egyik jellemvonása, így az épület monumentalitása sokkal inkább kihangsúlyozott a tenger, azaz a kertek felől nézve, mint a Piazza Plebiscitóról. A nápolyi Bourbonok uralmuk kezdetén, már 1734-ben nekifogtak a palota belső termeinek átalakításához és ezek során épült fel a barokk udvari színház is. A 18. század végén Luigi Vanvitelli tervei szerint lezárták a homlokzati árkádok felét és fülkéket alakítottak ki helyükbe. Ezekbe a fülkékbe kerültek a Nápolyi Királyság jeles uralkodóinak mellszobrai: II. Roger, II. Hohenstauffen Frigyes, Anjou Károly, Aragóniai Alfonz, III. Károly, Joachim Murat és II. Viktor Emánuel az egyesített Olaszország első királya.  1838-ban leégett, Gaetano Genovese tervei alapján építették újjá. 1937-ben a palota leégett és utána – a tengerpart felé eső részen – megkétszerezték méreteit. A második világháború alatt a katonai parancsnokság székelt benne, bombatámadások után súlyosan megsérült. A helyrehozatala 1968-ban fejeződött be.

## Látnivalói
A királyi palota látnivalói közé tartoznak elsősorban a középső kaputól balra levő, a belső udvar felé nyíló, nagy kétkarú barokk lépcsőház, az első emeleti folyosóról nyíló királyi lakosztályok és az udvari színház, valamint a palotakert felőli bejárattal szemben, a második emeleten helyet kapott Nemzeti Könyvtár. 
A 17. századi hatalmas barokk lépcsőházat márványborítás és márványszobrok díszítik. Falait domborművek díszítik. A lépcső aljában vannak kiállítva a Castel Nuovo egykori, reneszánsz, bronzba öntött kapuszárnyai, melyek egy ismeretlen francia mester alkotásai. 
A királyi lakosztályok bejáratánál, az első szalonból nyílik a Ferdinando Fuga építette udvari színház, melynek falait kék bársony borítja (a nápolyi Bourbonok színe). A falakat és a mennyezetet aranyozott stukkók díszítik. A királyi lakosztályokhoz tartoznak a tükörszalonok, melyeket gazdagon faragott igényes bútordarabok, gobelinek és értékes festmények díszítenek. 
A Nemzeti Könyvtárat 1927-ben alapították és az egykor különálló magánkönyvtárak értékes anyagát összesíti. A kéziratok közül figyelemre méltók az 1752-ben, Herculaneum mellett előkerült papirusztekercsek, valamint a 3-4. századi keresztény kódexek. 

## Galéria

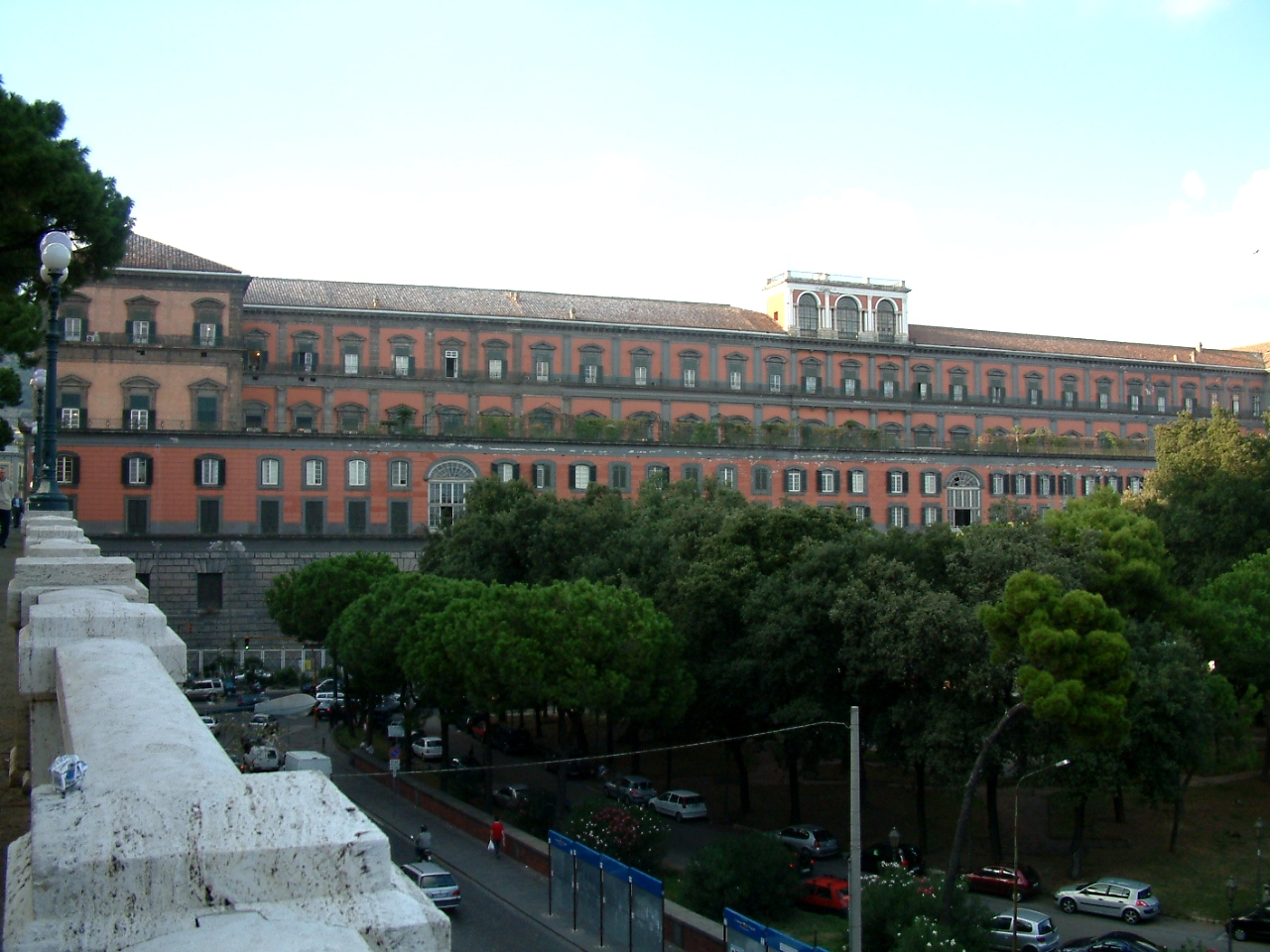
Palazzo Reale
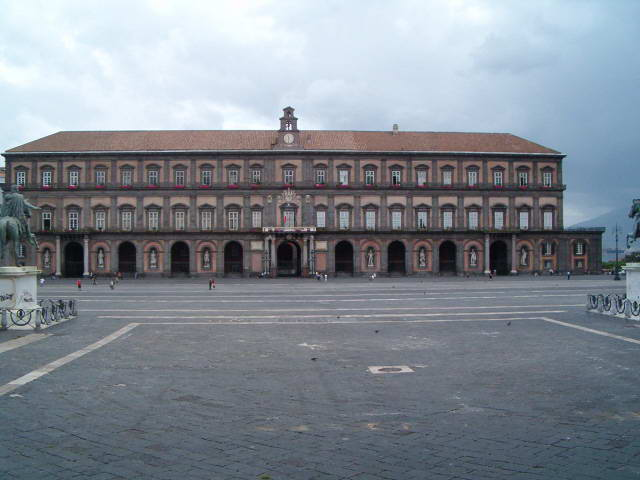
Palazzo Reale
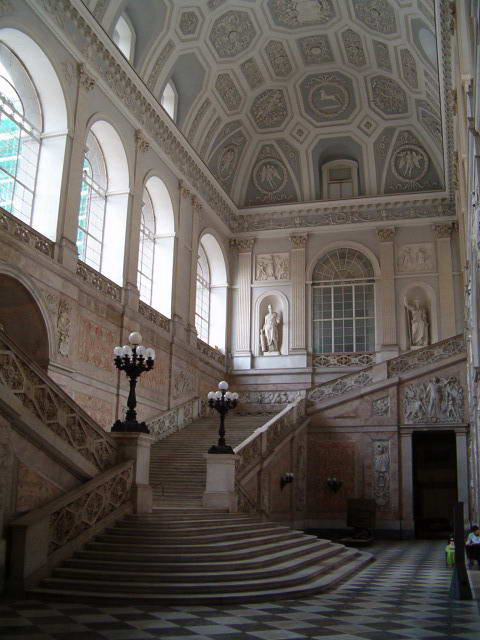
Palazzo Reale (lépcsőház)